# Chirin no Suzu
Chirin no Suzu (チリンの鈴) é um filme de média metragem de animação japonês dirigido por Masami Hata. Baseado no livro de mesmo nome de Takashi Yanase, o criador de Anpanman. O filme é reconhecido como um dos únicos filmes de choque japoneses dirigidos a crianças e famílias.

## Elenco
- Minori Matsushima como Chirin
- Seizō Katō como Lobo
- Taeko Nakanishi como Mãe de Chirin
- Hitoshi Takagi como Narrador